# Vogelschutz
Vogelschutz ist grundsätzlich eine Sammelbezeichnung für sämtliche Maßnahmen, die zur Erhaltung, Förderung oder Ansiedlung von Vögeln geeignet sind. Der Vogelschutz ist eine Teileinheit des Naturschutzes und ist in vielerlei Hinsicht mit der Ornithologie verknüpft.
Vogelschutz-Maßnahmen können auf bestimmte Vogelarten oder auf mehrere bzw. alle Spezies zielen, die in einem bestimmten Areal vorkommen bzw. angesiedelt werden sollen.
Die historischen Ursprünge eines Vogelschutz-Gedankens, der mit einem konkreten Konzept verbunden war, sind im deutschsprachigen Raum etwa für das späte 19. Jahrhundert anzusetzen, als im Zuge der Industrialisierung die Verbreitung erster Vogelarten merklich zurückging. Einer der bedeutendsten Wegbereiter dieser frühen Vogelschutz-Bewegung war der thüringische Berufsoffizier Hans Freiherr von Berlepsch.
Je nachdem welche Spezies gefördert oder angesiedelt werden sollen, können verschiedene Maßnahmen zweckmäßig sein. Bekannte und populäre Maßnahmen zum Vogelschutz sind das Aufhängen von Nistkästen und die Winterfütterung.
In Deutschland, Österreich und der Schweiz sind zudem seit langem bestimmte Behörden und Forschungseinrichtungen, insbesondere die Vogelwarten und Vogelschutzwarten, sowie Vereine und andere Naturschutzorganisationen mit dem Vogelschutz befasst. Für die Europäische Union ist der Vogelschutz unter anderem durch die Vogelschutzrichtlinie (79/409/EWG) und die FFH-Richtlinie (92/43/EWG) unionsrechtlich festgeschrieben.

### Rechtliche Bestimmungen
Europa:
- Ursprüngliche Vogelschutzrichtlinie: Richtlinie 79/409/EWG in der konsolidierten Fassung vom 1. Januar 2007 (letzte Fassung). In: EUR-Lex.
- Vogelschutzrichtlinie in der Neufassung vom 30. November 2009: Richtlinie 2009/147/EG. In: EUR-Lex.

Deutschland: